# Liste Swadesh du gascon béarnais
 (août 2025).
Si vous disposez d'ouvrages ou d'articles de référence ou si vous connaissez des sites web de qualité traitant du thème abordé ici, merci de compléter l'article en donnant les références utiles à sa vérifiabilité et en les liant à la section « Notes et références ».
Liste Swadesh de 207 mots en français et en gascon béarnais.

## Présentation
Développée par le linguiste Morris Swadesh comme outil d'étude de l'évolution des langues, elle correspond à un vocabulaire de base censé se retrouver dans toutes les langues. Il en existe diverses versions, notamment :
- une version complète de 207 mots, dont certains ne se retrouvent pas dans tous les environnements (elle contient par exemple serpent et neige),
- une version réduite de 100 mots.

Il ne faut pas considérer cette liste de mots comme un lexique élémentaire permettant de communiquer avec les locuteurs de la langue considérée. Son seul but est de fournir une ouverture sur la langue, en en présentant des bases lexicales et si possible phonétiques.
Le gascon comprend un ensemble de parlers, parmi lesquels il est possible de définir des sous-ensembles, variétés ou dialectes : gascons béarnais, bigourdan, maritime ou landais (alias parlar negre), ... Des traits caractéristiques du gascon leur sont communs, comme l'usage du que énonciatif au début de toute phrase déclarative, mais les mots de cette liste Swadesh du gascon béarnais ne sont pas forcément communs à tous les locuteurs gascons. 
Le dictionnaire du béarnais et du gascon modernes de Simin Palay utilise la graphie félibréenne ou moderne et couvre l'ensemble du domaine gascon.
L'orthographe dans cette liste de mots (gascon béarnais) se réfère à la graphie moderne utilisée par le dictionnaire du béarnais ancien et moderne de Vastin Lespy. Elle est très proche de celle du dictionnaire français-béarnais (Bernard Moreux et Jean-Marie Puyau) de l'Institut béarnais et gascon. 
Les graphèmes "o" et "ou" ont le même son respectif qu'en français ; "v" a le même son que "b". La voyelle finale atone est écrite "e".

## Liste
| No  | français                  | gascon (béarnais) gascou (bearnes)       |
| 1   | je                        | jou                                      |
| 2   | tu, vous (formel)         | tu                                       |
| 3   | il                        | et, etch                                 |
| 4   | nous                      | nous                                     |
| 5   | vous (pluriel)            | bous, vous                               |
| 6   | ils                       | etz                                      |
| 7   | ceci, celui-ci            | aqueste                                  |
| 8   | cela, celui-là            | aco, aquero, aquet                       |
| 9   | ici                       | ací                                      |
| 10  | là                        | acíu, aquiu, acera                       |
| 11  | qui                       | qui                                      |
| 12  | quoi                      | que                                      |
| 13  | où                        | oun                                      |
| 14  | quand                     | quand, quoand                            |
| 15  | comment                   | quin, quinh, coum                        |
| 16  | ne ... pas                | nou ... pas                              |
| 17  | tout                      | tout (toute)                             |
| 18  | beaucoup                  | hère                                     |
| 19  | quelques                  | quauques, quoauques                      |
| 20  | peu                       | chic, drin                               |
| 21  | autre                     | aute                                     |
| 22  | un                        | u, un                                    |
| 23  | deux                      | dus                                      |
| 24  | trois                     | tres                                     |
| 25  | quatre                    | quoate                                   |
| 26  | cinq                      | cinc                                     |
| 27  | grand                     | gran                                     |
| 28  | long                      | loung, lonc                              |
| 29  | large                     | large, larg                              |
| 30  | épais                     | espes                                    |
| 31  | lourd                     | pachoc, pounderous                       |
| 32  | petit                     | petit, chicoy                            |
| 33  | court                     | court, brac                              |
| 34  | étroit                    | estret                                   |
| 35  | mince                     | prim                                     |
| 36  | femme                     | hemne                                    |
| 37  | homme (mâle adulte)       | omi, oumi                                |
| 38  | homme (être humain)       | umaa                                     |
| 39  | enfant                    | enfant, infant, maynat, drolle           |
| 40  | femme (épouse)            | moulhè, hemne                            |
| 41  | mari                      | marit                                    |
| 42  | mère                      | may                                      |
| 43  | père                      | pay                                      |
| 44  | animal                    | animau, bèsti                            |
| 45  | poisson                   | peix, peixou                             |
| 46  | oiseau                    | ausèt                                    |
| 47  | chien                     | caa, can (canhe)                         |
| 48  | pou                       | pedoulh                                  |
| 49  | serpent                   | sèrp                                     |
| 50  | ver                       | bèrmi, vermi                             |
| 51  | arbre                     | arbe                                     |
| 52  | forêt                     | bosc, bos                                |
| 53  | bâton                     | bastou, barrot                           |
| 54  | fruit                     | frut                                     |
| 55  | graine                    | granhe                                   |
| 56  | feuille (d'un végétal)    | hoelhe                                   |
| 57  | racine                    | arraditz                                 |
| 58  | écorce                    | crouste                                  |
| 59  | fleur                     | flou                                     |
| 60  | herbe                     | èrbe, yèrbe                              |
| 61  | corde                     | corde                                    |
| 62  | peau                      | pèt                                      |
| 63  | viande                    | carn                                     |
| 64  | sang                      | sang                                     |
| 65  | os                        | os                                       |
| 66  | graisse                   | grèix (grèixe)                           |
| 67  | œuf                       | oeu                                      |
| 68  | corne                     | corn, corne                              |
| 69  | queue (d'un animal)       | coude, coue                              |
| 70  | plume (d'un oiseau)       | plume                                    |
| 71  | cheveux                   | peu                                      |
| 72  | tête                      | cap, tèste                               |
| 73  | oreille                   | aurelhe, aulhere                         |
| 74  | œil                       | oelh                                     |
| 75  | nez                       | naz                                      |
| 76  | bouche                    | bouque                                   |
| 77  | dent                      | dent                                     |
| 78  | langue (organe)           | lengue                                   |
| 79  | ongle                     | ungle, oungle                            |
| 80  | pied                      | pèe                                      |
| 81  | jambe                     | came                                     |
| 82  | genou                     | joulh                                    |
| 83  | main                      | maa                                      |
| 84  | aile                      | ale                                      |
| 85  | ventre                    | bente                                    |
| 86  | entrailles, intestins     | budèt                                    |
| 87  | cou                       | cot                                      |
| 88  | dos                       | arrée, esquie                            |
| 89  | poitrine                  | poupe                                    |
| 90  | cœur (organe)             | coo                                      |
| 91  | foie                      | hidge                                    |
| 92  | boire                     | bebe, beue                               |
| 93  | manger                    | minya                                    |
| 94  | mordre                    | mousseca, gnaca                          |
| 95  | sucer                     | chuca                                    |
| 96  | cracher                   | escoupi                                  |
| 97  | vomir                     | boumi                                    |
| 98  | souffler                  | bouha                                    |
| 99  | respirer                  | aleta                                    |
| 100 | rire                      | arríse, arríde                           |
| 101 | voir                      | bede, bese                               |
| 102 | entendre                  | entene                                   |
| 103 | savoir                    | sabe                                     |
| 104 | penser                    | pensa                                    |
| 105 | sentir (odorat)           | senti                                    |
| 106 | craindre                  | cranhe, crenhe                           |
| 107 | dormir                    | droumi                                   |
| 108 | vivre                     | bibe                                     |
| 109 | mourir                    | mouri                                    |
| 110 | tuer                      | tua, aucide, mata                        |
| 111 | se battre                 | peleya-s                                 |
| 112 | chasser (le gibier)       | cassa                                    |
| 113 | frapper                   | truca                                    |
| 114 | couper                    | talha, coupa, pica                       |
| 115 | fendre                    | ascla, hene                              |
| 116 | poignarder                | da u cop de punhau                       |
| 117 | gratter                   | grata, espernica                         |
| 118 | creuser                   | cura, apregoundi, empregouni, pregouneya |
| 119 | nager                     | nada                                     |
| 120 | voler (dans l'air)        | boula                                    |
| 121 | marcher                   | camina, ana                              |
| 122 | venir                     | biene, bengue                            |
| 123 | s'étendre, être étendu    | estenilha-s                              |
| 124 | s'asseoir, être assis     | assède-s, sède-s, plega la came          |
| 125 | se lever, se tenir debout | lheba-s                                  |
| 126 | tourner (intransitif)     | tourneya                                 |
| 127 | tomber                    | cade, caye                               |
| 128 | donner                    | balha, da                                |
| 129 | tenir                     | tiene, tengue                            |
| 130 | serrer, presser           | preme                                    |
| 131 | frotter                   | freta                                    |
| 132 | laver                     | laba, laua                               |
| 133 | essuyer                   | eschuga, bouixa                          |
| 134 | tirer                     | traire, tira                             |
| 135 | pousser                   | poussa, hougna, arroulha                 |
| 136 | jeter, lancer             | arrounsa, yeta, abourri                  |
| 137 | lier                      | liga                                     |
| 138 | coudre                    | couse                                    |
| 139 | compter                   | coumpta, counda                          |
| 140 | dire                      | díse                                     |
| 141 | chanter                   | canta                                    |
| 142 | jouer (s'amuser)          | jouga, youga                             |
| 143 | flotter                   | flicouteya, nada                         |
| 144 | couler (liquide)          | coula, chourra                           |
| 145 | geler                     | tourra                                   |
| 146 | gonfler (intransitif)     | esla                                     |
| 147 | soleil                    | sou, sourelh                             |
| 148 | lune                      | lue                                      |
| 149 | étoile                    | estele, lugraa                           |
| 150 | eau                       | aygue                                    |
| 151 | pluie                     | plouye                                   |
| 152 | rivière                   | arriu, arribere, gabe                    |
| 153 | lac                       | lac                                      |
| 154 | mer                       | mar                                      |
| 155 | sel                       | sau                                      |
| 156 | pierre                    | pèyre                                    |
| 157 | sable                     | area, sable                              |
| 158 | poussière                 | proube                                   |
| 159 | terre (sol)               | terre                                    |
| 160 | nuage                     | crum, nuble                              |
| 161 | brouillard                | brume                                    |
| 162 | ciel                      | cèu                                      |
| 163 | vent                      | bent                                     |
| 164 | neige                     | nèu                                      |
| 165 | glace                     | tourroulh, glas                          |
| 166 | fumée                     | hum, humade                              |
| 167 | feu                       | hoec                                     |
| 168 | cendre                    | brase                                    |
| 169 | brûler (intransitif)      | arde, brusla, crema                      |
| 170 | route                     | caminau                                  |
| 171 | montagne                  | mountanhe, mountane                      |
| 172 | rouge                     | arrouy, rouy                             |
| 173 | vert                      | berd                                     |
| 174 | jaune                     | jaune, yaune                             |
| 175 | blanc                     | blanc                                    |
| 176 | noir                      | negre, nere                              |
| 177 | nuit                      | noeyt, neyt                              |
| 178 | jour                      | die, journ                               |
| 179 | an, année                 | an, anade                                |
| 180 | chaud (température)       | caut                                     |
| 181 | froid (température)       | red                                      |
| 182 | plein                     | plee                                     |
| 183 | nouveau                   | nau (nabe), nabet, nauet                 |
| 184 | vieux                     | bielh                                    |
| 185 | bon                       | bou, boun                                |
| 186 | mauvais                   | machant, mechant                         |
| 187 | pourri                    | poeyrit, pouyrit                         |
| 188 | sale                      | cascant, lourd, orre, pipaut             |
| 189 | droit (rectiligne)        | dret                                     |
| 190 | rond                      | redoun, round                            |
| 191 | tranchant                 | talhant                                  |
| 192 | émoussé                   | esmoutchat                               |
| 193 | lisse                     | lis                                      |
| 194 | mouillé, humide           | mulhat, moulhat, choupat                 |
| 195 | sec                       | sec, eschuc, eschut                      |
| 196 | juste, correct            | juste, yuste                             |
| 197 | près                      | près                                     |
| 198 | loin                      | loenh, louy                              |
| 199 | droite                    | drete, dextre                            |
| 200 | gauche                    | esquèr, senestre                         |
| 201 | à                         | a                                        |
| 202 | dans                      | dens, hens, dehens, deguens              |
| 203 | avec (ensemble)           | dab                                      |
| 204 | et                        | e, y                                     |
| 205 | si (condition)            | si, se                                   |
| 206 | parce que                 | permou que                               |
| 207 | nom                       | noum                                     |